# 마이클 헨리 헤임
마이클 헨리 헤임(Michael Henry Heim. 1943년 1월 21일 ~ 2012년 9월 29일)은 미국 캘리포니아 대학교 로스앤젤레스 (UCLA)의 전 슬라브어 교수이다. 번역가로 다작을 했고, 체코어, 러시아어, 세르비아크로아티아어, 프랑스어, 이탈리아어, 독일어, 네덜란드어를 유창하게 했다. 2012년 9월 29일 흑색종으로 인한 합병증으로 인해 사망했다.